# Sleutelbloemroest
De sleutelbloemroest (Puccinia primulae)  is een autoecische roest die behoort tot de familie Pucciniaceae. De schimmel is een biotrofe parasiet en infecteert sleutelbloem. 

## Kenmerken
Op de achterkant van het primulablad worden in gele vlekken kortcilindrische aecia gevormd. Ze zitten in rondachtige groepen bij elkaar. De oranje, wrattige aeciosporen zijn 17-23 × 12-18 μm groot. De roestbruine uredinia zitten ook op de achterkant van het blad en worden al vroeg niet meer door de epidermis bedekt. De lichtbruine, min of meer ronde tot eivormige urediniosporen hebben 3-4 kiemporen en een met stekels bezette wand. Ze zijn 20-23 × 16-19 μm groot. De zwartbruine telia zitten vaak in kringen om de uredinia en worden lang door de grijze epidermis bedekt. De tweecellige, eivormige en gladde teliosporen zijn 14-21 × 22-40 µm groot en aan beide uiteinden afgerond. Ze hebben een kleurloze steel, die afvalt.

## Verspreiding
De sleutelbloemroest komt voor in Europa. In Nederland is de schimmel uiterst zeldzaam.

## Foto's

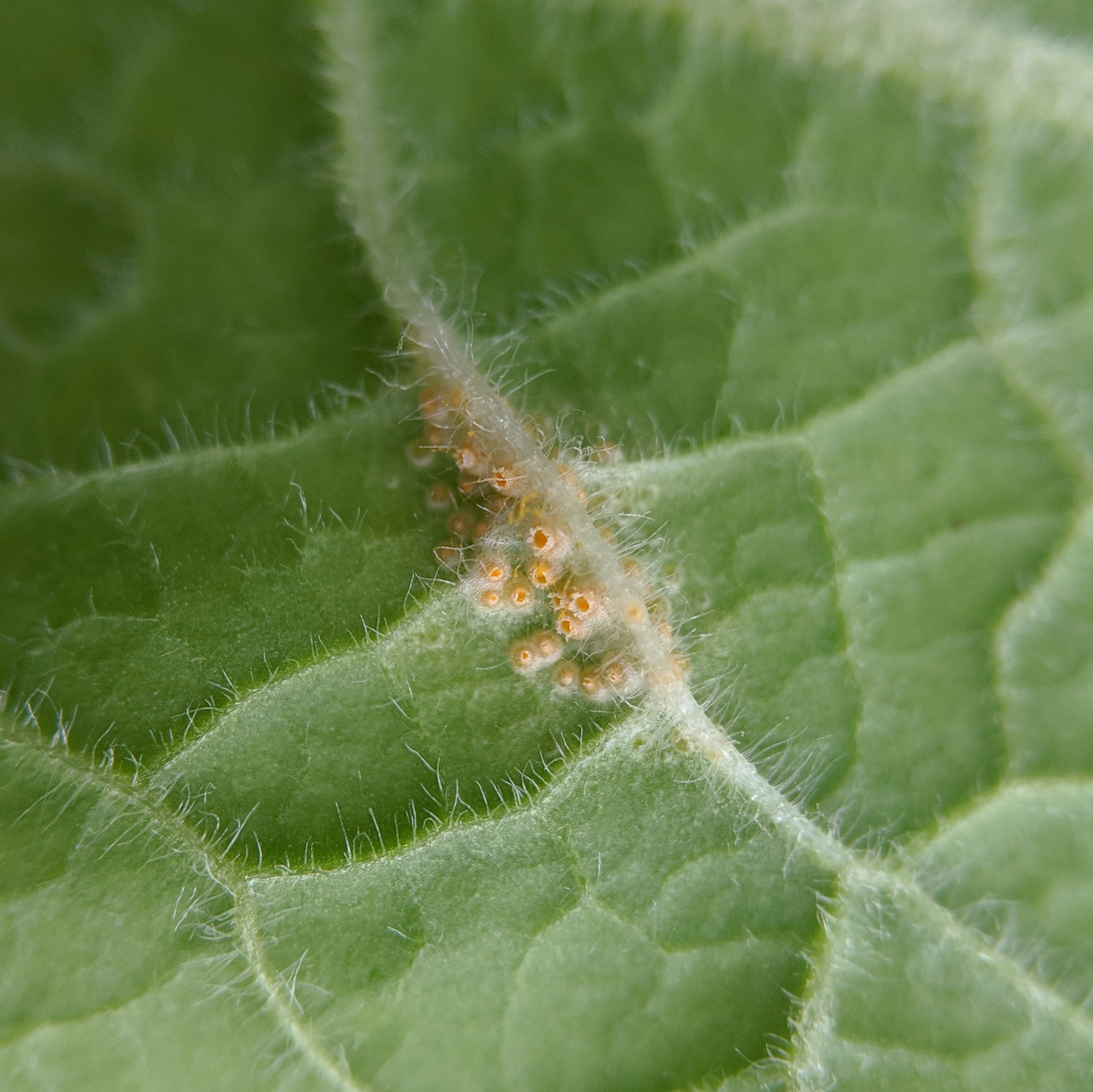
Aecia
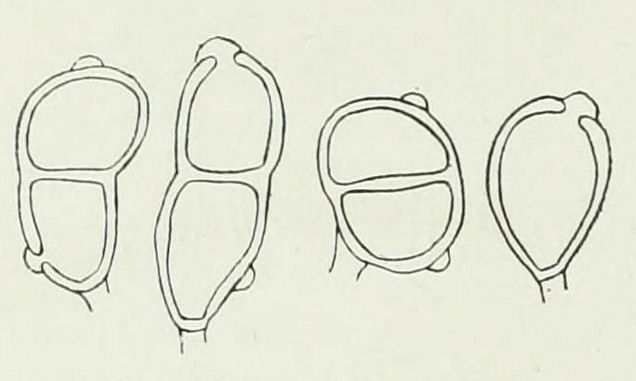
Teliosporen en een mesospore